# Réserve biologique Los Cedros
Pour les articles homonymes, voir Cedros et Los Cedros.
La réserve naturelle biologique Los Cedros (Reserva Biologica Los Cedros aussi classée « Bosques Protectores », c'est-à-dire forêt de protection) est située dans le Nord-Ouest de l'Équateur. Il s'agit d'un échantillon représentatif de la forêt andine dite méga-biodiversifiée, composée de forêts de montagne et nuageuses, dans une écorégion qui est un point chaud de biodiversité,, mais aussi l'une des écorégions les plus menacées au monde, alertaient déjà Myers et ses collègues dans la revue Nature en 2000, la situation s'étant depuis aggravée, en raison de nouvelles concessions minières secrètement ouvertes aux industriels en 2016 par le ministère des mines (créé par décret présidentiel en 2015) et le gouvernement équatorien ; transaction révélée par le Rainforest Information Center (basé en Australie). Cette ONG a découvert que 41 forêts protégées ont été secrètement « concédées » à des industries miniers, dont par exemple la presque totalité des 311 500 hectares de Bosque Protector Kutuku-Shaimi, où vivent 5 000 familles autochtones Shuar, alertait John Seed, fondateur et directeur du Rainforest Information Centre, et une grande partie de la réserve naturelle biologique Los Cedros (partagée pour environ 68% de sa superficie en deux concessions). Nombre de ces concessions chevauchent en partie ou recouvrent totalement des aires naturelles protégées d'importance nationale, panaméricaine et internationales (dont des zones d'importance mondiale pour les oiseaux et la biodiversité (ce qui est le cas de Los Cedros). 

Aucune route ne menait à Los Cedros ; c'est ce qui l'a longtemps protégé de la déforestation et des activités minières. Ceci explique aussi que cette forêt ait été moins explorée scientifiquement que d'autres forêts de protection du pays.
Depuis 2017-2018, des orpailleurs et autres prospecteurs font régulièrement des incursions terrestres dans la réserve, toujours illégalement, sans autorisation selon Roy et al. en 2018.

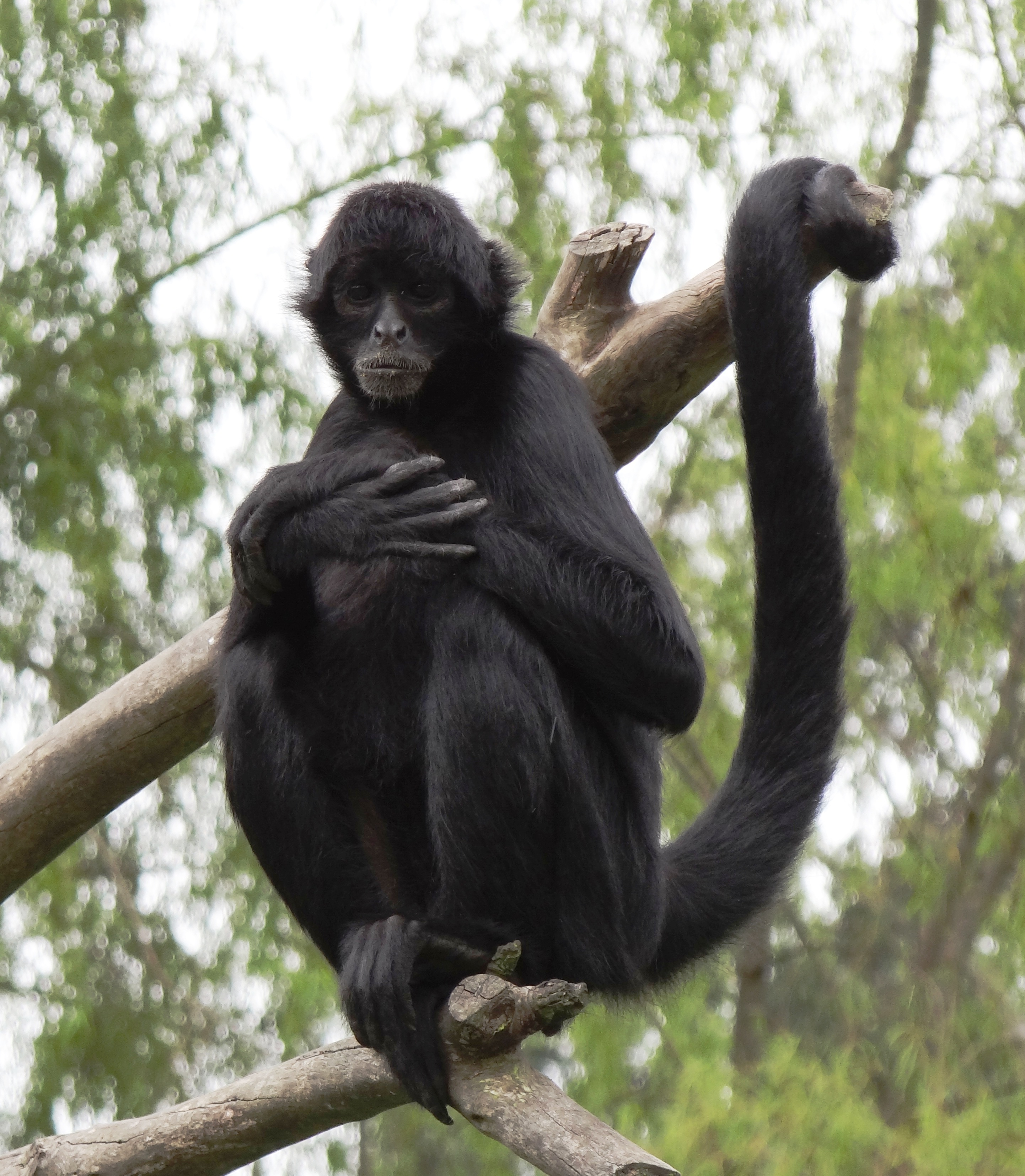
Le singe-araignée à tête brune, espèce en voie d'extinction. La réserve naturelle biologique Los Cedros abrite sa sous-espèces Ateles fusciceps fusciceps encore plus rare

.

## Localisation
La réserve est située dans la province d'Imbabura, au nord du pays, à 70 km au nord de Quito (capitale du pays). Il faut 6 à 7 heures pour y arriver depuis Quito, en comptant environ 2 heures à dos de mule.
Coordonnées : 0°18′35.62″N, 78°46′47.01″W.

## Altitude
Elle varie de 980 à 2 200 m, ce qui la classe dans la catégorie forêt pluviale de basse montagne, aussi dite forêt des nuages.

## Climat
Il est globalement équatorial-côtier, frais car marqué par l'altitude et la présence presque constante de nuages 

La température moyenne n'est que de 11 °C.

Le mois le plus chaud est août (14 °C, le mois de décembre et le plus froid (9 °C) [3] Les précipitations moyennes sont de 1 392 millimètres par an.

Le mois le plus pluvieux est février, avec 200 millimètres de pluie, et le mois de juillet le plus humide, avec 23 millimètres.
À 1 300 m d'altitude (station scientifique), sur la base de 15 ans de données, il tombe 2903±186 mm/an de pluie, quantité qui croît au fur et à mesure que l'on monte en altitude.

## Aspects juridiques
En tant que faisant parie des « Bosques Protectores » (BP), ce massif a un caractère protégé reconnu par le gouvernement, mais sa gestion n'est pas financée par l'État (qui ne prend totalement en charge que la gestion des parcs nationaux).
Les BP sont apparus à la fin des années 1980, lors de la promulgation de la loi forestière nationale de l'Équateur. Ces zones protégées sont généralement plus petites que les zones PANE protégées au niveau national (13 155 ha en moyenne), mais elles représentaient en 2017 environ 1/3 des aires protégées du pays et abritaient un grand nombre d'espèces endémiques et rares vivant sur de petites zones, très localement.
En 2008, une nouvelle Constitution intègre des dispositions sur l'activité minière, en rendant la majorité des concessions minières à la propriété de l'État (renationalisation), et en incluant une décision historique consistant à conférer des droits inhérents à la nature. 
Mais de nouvelles lois ont aussi autorisé une exploitation minière en zone protégée, possible sur demande spéciale du président, après approbation de l'Assemblée nationale équatorienne.
En 2009, le gouvernement de Rafael Correa a proposé une nouvelle loi minière renforçant la réglementation sur les sociétés minières, et intégrant une certaine prise en compte de l'environnement. Cette loi a suscité de vives protestations, généralisées de la part de mouvements autochtones et sociaux qui attendaient des garanties socio-environnementales et de soutenabilité bien plus fortes.
En 2015 puis 2016, le gouvernement Correa a modifié la loi minière pour inciter les groupes miniers étrangers (« productifs, socialement et écologiquement responsables ») à investir dans le pays, dont en diminuant le taux d'imposition des sociétés et de l'impôt exceptionnel sur les sociétés minières. Acquérir une concessions minières est alors devenu bien plus facile, conduisant à livrer à des industriels étrangers une grande part des concessions minières légalement jusqu'alors détenues par l'État. En 2017, les mines de cuivre et mines d'or sont les deux priorités affichées du ministère des mines. En 2016, 131 concessions ont été attribuées par le gouvernement à des compagnies privées (BHP Billiton PLC ; Lowell Copper ; Lundin Gold ; Ecuasolidus S.A.; Black Sands Mining; Comimoll Cía. Ltda. ; La Plata Minerales S.A.  ; Fortescue Metals Group LTD. ; Monterra Resources S.A. ; SolGold PLC. ; Southern Copper Corp…) ou à des individus venus de divers pays, et en 2017 plus de 100 concessions de plus l'avaient été alors que 629 autres étaient en cours d'attribution et 170 000 ha de concessions minières supplémentaires ont été attribués en 3 mois, entre décembre 2017 et février 2018, essentiellement à des entreprises australiennes, canadiennes, chiliennes et chinoises selon la CEDENMA (coordination équatorien des organisations de protection de l'environnement et de la nature).

## Intérêt de cette forêt de protection pour la ressource en eau
Par une étude récente (2014) Iniguez-Armijos, Leiva, Frede, Hampel et Breuer, en se basant sur les macroinvertébrés ici inventoriés comme bioindicateurs, ont montré que les torrents et rivières andines de cette région présentaient une eau d'excellente qualité, uniquement quand la « tête » du bassin versant de ce cours d'eau ne faisait l'objet d'aucune coupe forestière, et qu'elle était encore couverte — sur au moins 70 % de sa superficie — d'une végétation native et non perturbée.
De manière générale, la canopée continue de la forêt pluvieuse de Los Cedros est caractérisée par une intense et constante évapotranspiration ; elle émet des biomolécules qui sont sources de nucléation des gouttelettes d'eau, créatrices de nuages,. Le couvert forestier de Los Cedros abrite et protège les sources de trois importants bassins versants, ceux des fleuves río Manduriacu, río Verde et río Los Cedros, et il longue la rive sud du haut río Magdalena Chico.
En 2020, depuis 2017, l'intégrité et la qualité des eaux de ces fleuves et bassins versants sont menacées par un orpaillage sauvage et/ou des projets miniers.

## Bodiversité et ressources naturelles
Cette forêt primaire, de type forêt des nuages est un exemple typique des forêts nuageuses de montagne du nord-ouest de l'Amérique du Sud. 
Bien que d'une taille modeste (seulement 4 800 hectares (moins de 12 000 acres environ), elle est aussi connue des scientifiques comme l'un des habitats naturels écologiquement les plus diversifiés au monde (point chaud de biodiversité), et du pays (lui même, classé parmi les plus riches en biodiversité au monde bien que ne représentant qu'une infime part de la superficie terrestre mondiale).
Cette réserve abrite de nombreuses espèces endémiques et/ou rares de mammifères, amphibiens, reptiles, oiseaux et orchidées… sans même parler des insectes et autres arthropodes, ou des organismes microbiens encore très mal inventoriés. 

### Faune
Selon les données disponibles vers 2015, elle abrite au moins 178 espèces à haut risque d'extinction). 
Outre 3 espèces de singes très menacés, on y trouve encore l'Ours à lunettes des Andes (Tremarctos ornatus), six espèces de félins, dont le Jaguar (Panthera onca), l'Oncille (Leopardus tigrinus) et le Margay (Leopardus wiedii). 
Nombre de ces êtres vivants sont déjà menacés d'extinction ailleurs dans le pays ou dans le monde : les scientifiques ont ainsi recensé dans la réserve plus de 200 espèces à haut risque d'extinction, dont cinq sont considérées comme gravement menacées d'extinction par le gouvernement équatorien. Les félins sont prédateurs qui se nourrissent notamment du petit cerf Brocket rouge, d'agouti, pécari et de singes qui sont aussi souvent braconnés comme viande de brousse dans les réserves par des populations non autochtones (pour nourrir les orpailleurs notamment), dès qu'il existe des routes d'accès ou des routes proches.
La forêt Los Cedros est un point chaud de biodiversité aviaire (309 espèces d'oiseaux observées, dont au moins 26 en danger, vulnérables ou presque menacées) ce qui a justifié le classement de cette réserve entièrement en IBA (EC039, BirdLife International, 2017). Beaucoup de ses oiseaux ne vivent ou survivent encore que dans les forêts de nuages de la région du Chocó, ; certaines n'ont été que récemment décrites comme le la chouette pygmée de la forêt de nuages (Glaucidium nubicola (décrite en 1999) et depuis classée vulnérable. Cette forêt est aussi un gîte d'étape pour beaucoup d'oiseaux migrateurs néotropicaux vulnérables et quasi menacés au Canada et aux États-Unis (ex. : Paruline azurée ou Setophaga cerulea et la Moucherolle à côtés olive ou Contopus cooperi, deux espèces menacées dont les populations dépendent d'un habitat hivernal de qualité). 
23 espèces d'oiseaux n'ont été trouvés qu'uniquement à Los Cedros et dans aucune autres réserves d'Équateur, dont 5 des 26 espèces d'oiseaux très menacés. Cette forêt n'est encore que peu explorée par les scientifiques ; en se basant sur le nombre d'espèces signalées dans les habitats et réserves voisines Los Cedros abrite plus probablement environ 400 espèces d'oiseaux.
De nombreux autres taxons y présentent une haute diversité, presque toujours associés à un gradient altitudinal spécifique. C'est le cas par exemple pour les papillons de nuit ont montré Brehm et al. en 2016, les grenouilles comme cela a été démontré par Willig et Presley en 2016, les trichoptères. Cela vaut aussi pour les fougères arborescentes comme l'ont constaté Ramirez-Barahona, Luna-Vega et Tejero-Diez en 2011.
La population amphibienne est également remarquable. La réserve n'abrite presque que des espèces en voie de disparition et qui ne se trouvent que dans les forêts de nuages locales, dont la grenouille Pristimantis mutabilis, n'est connue que dans deux deux ruisseaux, dont l'un à Los Cedros, et qui présente la propriété remarquable de pouvoir changer en quelques millisecondes la texture de sa peau, capacité jamais observées chez une grenouille,. (À titre d'exemple : cette réserve a donné son nom à un petit amphibien endémique de la province d'Imbabura (Pristimantis cedros), qui n'est connu que dans la réserve biologique Los Cedros, uniquement entre 1.583 et 1.880 m d'altitude, et localement commune à Los Cedros mais non retrouvée ailleurs selon Hutter et Guayasamin, en 2015). Cette espèce est proche d'une autre espèce rare : Pristimantis pahuma qui, elle, vit plus en altitude (entre 2.186 et 2.574 m) dans cette réserve, ainsi que dans une seule autre réserve équatorienne : la Réserve Las Gralarias).
En 2018, les reptiles ne sont que très incomplètement inventoriés dans cette forêt, mais des indices laissent supposer une grande richesse également. On a notamment trouvé des serpents corail (Micrurus ancoralis) et leurs imitateurs (Oxyrhopus petiolari). 
Le plus menacé pourrait être la vipère à fente à tête de crapaud Bothrocophias campbelli qui ne vit que dans les forêts matures ou primaires et uniquement entre 800 et 2 000 m, rare dans la province d'Imbabura.
L'endémisme semble moins élevé chez les chauves-souris, mais là aussi, en 2018, l'inventaire est encore à compléter à Los Cedros.
Les invertébrés aquatiques sont encore mal connus, mais à titre d'exemple, lors d'une enquête exploratoire de trois nuits, dans le haut des 3 cours d'eau qui naissent dans cette forêt, ce sont près de 40 espèces de trichoptères) qui ont été collectées. Et plus d'un tiers d'entre eux semblent être des espèces nouvelles pour la science. Sachant qu'ils ne sont membres que de l'un des onze ordres de macroinvertébrés aquatiques de cette région on peut imaginer l'extrême richesse de ces cours d'eau.

### Fonge
Le nombre d'espèces de champignons y est très élevé, en cours d'inventaire depuis 2008, avec probablement de nombreuses espèces endémiques et déjà plusieurs centaines de morpho-espèces trouvées. On y a notamment découvert un curieux champignon imitant une orchidée.

### Flore
La forêt de Los Cedros compte au moins 299 espèces d'arbres par hectare (un taux parmi le plus élevés au monde). 
Cette forêt et constamment brumeuse et très pluvieuse, ce qui y fait prospérer de nombreuses épiphytes, telles (mousses, fougères, orchidées, broméliacées, liane…),,.
En 2018, on y comptait déjà 186 espèces d'orchidées, dont 71 (38 %) classées menacées (dont 17 scientifiquement initialement découvertes à Los Cedros, et pour au moins sept d'entre elles jamais retrouvées ailleurs). Ce sont souvent des espèces endémiques très localisées. 
Quatre-vingt-dix-sept orchidées de Los Cedros (52 % du total vers 2010) n'avaient jamais été évaluées en termes de menaces en raison d'une répartition et de dynamiques de populations encore mal connues, mais au moins une douzaine d'espèces sont très peu présente dans la Colombie voisine, et pourraient peut-être devoir être considérée comme probablement menacées. L'accès au milieu et aux orchidées étant particulièrement difficile dans cette zone, le total est probablement plus proche de 400 espèces.

### Importance écopaysagère
Cette réserve fait partie d'un système de zone tampon et de corridors biologiques important pour la proche Reserva ecológica Cotacachi-Cayapas, réserve toujours protégée, elle, mais désormais (depuis 2016) entourée de concessions minières.

## Menaces imminentes (2016-2020)
La menace d'extinction s'accroit pour une grande partie de la biodiversité unique de ce massif forestier. Ce territoire a en effet été attribué le 3 mars 2017 par le gouvernement, via principalement deux concessions minières à l'industrie minière. La presque totalité de la réserve est couverte par deux concession attribuées à l'entreprise minière Cornerstone S.A et à l'ENAMI EP, la compagnie minière nationale)… pour y explorer des gisements miniers à moyenne et grande échelle, qu'il s'agisse de ressources en métaux ou non-métalliques. Ce projet concerne près de 36 kilomètres carrés (14 miles carrés), soit environ 68 % de la forêt protégée. Il a été baptisé Río Magdalena et fait l'objet de 2 concessions (concessions minières de Río Magdalena 1 et Río Magdalena 2). Le reste de la forêt est recouvert par les extrémités d'autres concessions voisines.

L'ENAMI EP et Cornerstone S.A. ont rapidement débuté leur activité (après 4 mois, en juillet 2017), mais le 5 novembre 2018, le gouvernement autonome de Cotacachi, représentant les habitants des communes de la paroisse de García Moreno, a intenté une action en protection devant le tribunal de canton de Cotacachi. Quatre jours après le dépôpt de plainte en 2018, lors de l'audience sise au tribunal du canton, le juge Óscar Coba Vayas a refusé la plainte, arguant qu'il n'y avait pas besoin de faire une consultation préalable puisqu'il n'y a pas de communes ou de communautés à l'intérieur de la forêt de protection. Ce juge a en outre retourné la charge de la preuve vers les plaignants, affirmant que, selon une décision disponible au Conseil de la magistrature « l'ENAMI EP ne peut pas être blâmé si la preuve de dommages environnementaux n'a pas été portée devant ce juge ».
Les menaces pour l'eau et les écosystèmes concernent 4 bassins versants, alors même que le reste du pays est également soumis à ce type de risque (car plus de 30 % de la superficie totale des terres protégées en BP (Bosques Protectores) est depuis 2016-2017 désormais incluse dans les centaines de nouvelles concessions minières exploratoires accordées par le gouvernement ; c'est ce qu'avaient anticipé et calculé Vandegrift et al. en 2017 : 13 % du pays est alors ouverts à l'exploration minière (contre 3 % avant 2016). Et nombre des nouvelles concessions minières sont situées dans des forêts mises sous protection par les gouvernements précédents, et dans une certaine mesure protégées par la Constitution du pays (la première au monde à avoir inclus des droits pour la nature).
En cas de développement minier sur ce territoire ou à proximité, la biodiversité et la qualité des eaux de la forêt de Los Cedros (comme on l'a par exemple montré ailleurs, dont en forêt tropicale de Nouvelle-Guinée) seraient inévitablement fortement dégradée par les travaux miniers, la déforestation, le ruissellement, les déchets miniers et les routes. Sonter et al. ont bien démontré en 2017, dans la Nature que ce type d'activité minière est un facteur inducteur d'une chaine de dégradation pour les écosystèmes tropicaux concernés.

### Enjeux de connaissance
La forêt est un laboratoire à ciel ouvert, et elle abrite un terrain et une station de recherche pouvant héberger jusqu'à 40 personnes de concert.
Outre les scientifiques, la station accueille épisodiquement des écoles locales, des étudiants universitaires et des écotouristes de passage.
En 1996, une passerelle de canopée a été construite à l'aide de sangles en polyester léger et avec des matériaux faciles à travailler, de manière à pouvoir être mise en place par une petite équipe de constructeurs. La conception, les matériaux et les méthodes de construction des passerelles ont été décrits dans un article publié en 2000.

### Enjeux de conservation

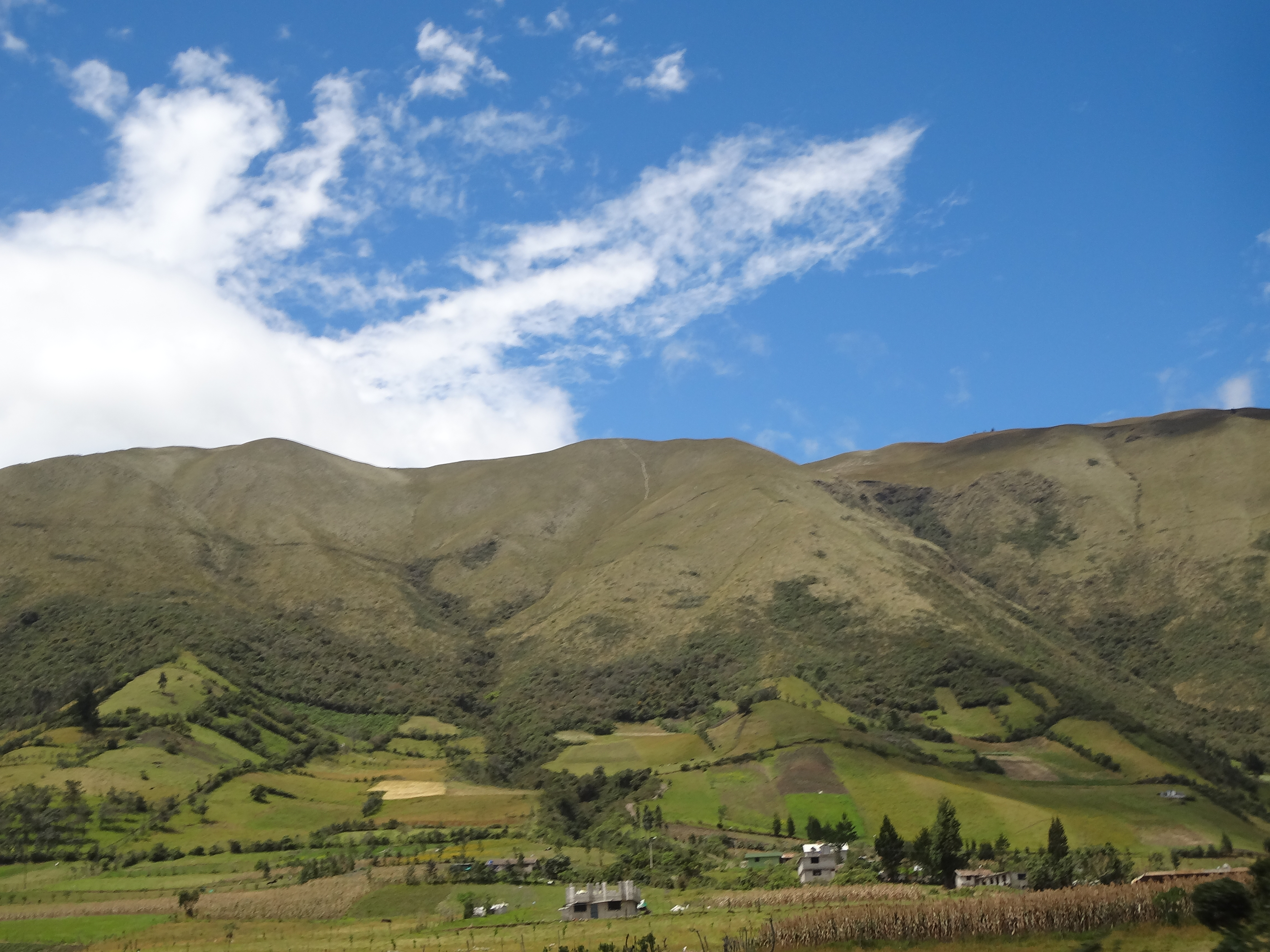
Dans un contexte régional fortement déforesté (photo), la réserve est un exemple d'autant plus remarquable de forêt pluvieuse des nuages

Certains auteurs estimaient en 2016, qu'au moins 75 % des habitats naturels de ce type avaient déjà disparu dans le pays pour causes de déforestation,.
Les reliquats majeurs de la forêt restante du côté ouest se trouvent uniquement dans les forêts de protection (BP) et depuis 2016, à cause de la politique minière extractiviste du gouvernement, plus de 30 % de ces forêts relictuelles sont menacées car 'vendues' par le gouvernement aux industriels miniers via de nouvelles concessions minières.
Selon une étude scientifique récente (2018), le développement minier dans la réserve et le pays pourrait rapidement causer la disparition ou fortement menacer respectivement huit espèces en danger critique d'extinction, dont deux primates : le singe-araignée à tête brune (Ateles fusciceps fusciceps) et la sous-espèces dire côtière du Capucin à front blanc de l'Équateur ; Cebus albifrons (C.a. aequatorialis) ou Machín, bogi en huaorani), le singe hurleur à manteau (Alouatta palliata, en danger), et de 37 espèces en voie de disparition, ainsi que 153 espèces vulnérables, 89 quasi menacées et un grand nombre actuellement moins menacées espèce.

Chaque réserve protège un sous-ensemble unique de taxons dans cette région reliée au grand Corridor biologique méso-américain et qui fut une zone refuge et épargnée lors des glaciations précédentes, et qui est une zone riche en espèces endémiques très localisées. Cette haute endémicité (plusieurs records du monde dans le pays, localement et à échelle nationale avec par exemple 27 % des plantes répertoriées qui sont endémiques) s'explique par l'ancienneté et la pérennité de la forêt, mais aussi par une combinaison de microclimats et de reliefs et gradients d'altitude et d'orientation freinant la dispersion à grande échelle de nombreuses espèces,, propices à une multitude d'espèces qui ont eu le temps, au cours de l'évolution de fortement se spécialiser.
En 1994, alors que l'industrie minière recherche dans le monde de nouveaux gisements, encourageant le pays à basculer vers le libéralisme et l'extractivisme, la Banque mondiale a financé dans ce pays un vaste projet de développement minier, supposé, de par son titre, associé à un contrôle environnemental (PRODEMINCA : acronyme espagnol de Proyecto de Desarrollo Minero y Control Ambiental ). PRODEMINCA n'a pas publié d'études environnementales, mais a massivement (sur environ 3,6 millions d'hectares, principalement dans l'ouest du pays, y compris dans sept régions protégées) récolté les données géologiques et minéralogiques nécessaires à l'industrie minière pour découvrir de nouveaux gisements. Le projet PRODEMINCA a débouché sur des recommandations de règlementation, codifiées dans la loi (en aout 2000) alors que le gouvernement faisait de l'exploitation minière une priorité, tout en dérèglementant le secteur. Selon les inventaires existants vers 2015, des zones susceptibles d'être exploitées pour des porphyres contenant du cuivre ont été trouvées dans la réserve naturelle via des levés aéromagnétiques (faites sans l'autorisation des propriétaires fonciers).
Une étude récente a montré, dans les Andes équatoriennes, que les réserves appartenant aux communautés locales, et gérées par elles leur permettent d'apprendre à moindre coût et moindre risque à planter et gérer de arbres. Les connaissances ainsi acquises semblent pouvoir servir à la restauration forestière. Ce régime foncier communautaire influe aussi sur les pratiques locales en matière de culture et de défrichement. Il a déjà permis localement des embryons de reforestation, mais souvent sans empêcher que le déboisement se poursuive ailleurs.

### Enjeux en termes de jurisprudence
Historiquement les exploitations minières étaient essentiellement artisanale et concentrées dans le sud du pays. En 1991 la loi a en outre rendu obligatoire pour tout projet minier la réalisation d'une étude d'impact, tout en limitant l'octroi de concessions dans les aires protégées.
La réglementation équatorienne a ensuite été néanmoins remaniée, interdisant le développement minier dans les zones protégées gouvernementales, notion qui a jusqu'en 2020 été interprétée par les groupes miniers comme ne concernant que les zones protégées « PANE » Patrimonio de Áreas Naturales del Estado) mais pas les BP (même si elles sont scientifiquement unanimement reconnues comme vulnérables, et considérées par le ministère de l'environnement comme aires protégées dans tous le pays).
De nombreux acteurs chargés d'étudier et protéger l'environnement ont été choqués par l'attitude du juge, par exemple qualifiée « scandaleuse » par Elisa Levy, biologiste et coordinatrice de recherche à la station scientifique Los Cedros. Alors que la Constitution du pays protège les droits de la nature, le juge semblait s'en moquer : « Vous parlez des droits de la nature qui sont inscrits dans la Constitution, mais à qui allons-nous, nous les juges, poser des questions ? Aux arbres ? Aux oiseaux ? »
Dans la seconde moitié des années 2010, en Équateur où la constitution dit (art. 71) que « toutes les personnes, communautés, peuples ou nationalités peuvent demander aux autorités publiques de faire respecter les droits de la nature », plusieurs procès, considérés par certains comme historiques ont contesté des projets miniers, mobilisant jusqu'à la Cour constitutionnelle, et des ONG internationales s'inquiètent notamment de voir deux sociétés minières faire conjointement pression, avec l'appui du gouvernement, pour pénétrer la forêt protégée de Los Cedros, malgré les alertes scientifiques et protestations des populations locales, et sans la consultation publique obligatoire doit être effectuée « avant la concession ou avant que l’enregistrement environnemental ne soit délivré ».
Après le rejet de la plainte par le juge cantonal, le gouvernement local de Cotacachi a fait appel. L'affaire est alors remontée vers le tribunal provincial d'Imbabura, lequel s'est rendu sur le terrain pour rencontrer les communautés métisses et afro-équatoriennes de Brilla Sol, Magdalena Alto et El Paraíso qui seraient les plus directement touchées par le impacts miniers. Et le 19 juin 2019, cette cour a accepté une partie de la pétition, reconnaissant que les communautés n'avaient pas été consultées, mais les juge ont omis de considérer le fait que les concessions attribuées sont dans des forêts de protection.
En 2018, une délégation de femmes autochtones d’Amazonie a manifesté dans la capitale en demandant au président Lenin Moreno de limiter les forages pétroliers et l'exploitation minière sur leurs territoires, et de combattre les violences sexuelles et les menaces de mort qui selon elles, accompagnent l'extension de ces industries envers les autochtones et notamment les femmes membres de groupes de protection de l'environnement. 

Une délégation, incluant une représentante de la CONFENIAE (principale fédération autochtone amazonienne de l'Équateur) a pu rencontrer le président Moreno après que près de 100 d’entre ces femmes aient campé 5 jours durant sur la place centrale de Quito, devant le palais Carondelet, début mars 2018.
Un mouvement citoyen de résistance à l'extractivisme, mouvement dit Caminantes a été créé après « 10 ans de refus de dialogue et d'imposition violente » de concessions et de mines, selon Luisana Aguilar (de la Commission œcuménique de Derechos Humanos (CEDHU) interrogée par The Guardian.

Mais dans le même temps après que les médias aient révélé le projet d'activité minière permis par les données du PRODEMINCA (qui a révélé la présence probable d'or), la paroisse de La Merced de Buenos Aires, dans la même province d'Imbabura, a été victime d'un phénomène de ruée vers l'or. Cet afflux médiatisé d'orpailleurs a fait réagir le ministère des Mines qui a estimé à plus de 3 000 le nombre de mineurs orpailleurs illégaux dans cette région, et a affirmé qu'il s'engageait à « combattre et éradiquer l'exploitation minière illégale » (plus de 130 personnes auraient été arrêtées).
Peu auparavant (février 2018), par référendum, les Équatoriens avaient voté à une écrasante majorité en faveur d'un recul de l'exploitation minière dans les zones urbaines et protégées, en en faveur d'une réduction des activités pétro-gazières dans le parc national Yasuni, ce qui n'a pas fait reculer le gouvernement concernant le projet d'exploiter le sous-sol de la forêt de Los Cedros.

## Importance socioéconomique de la Forêt protégée deLos Cedros
Plus que de nombreuses autres réserves naturelles, ce massif (géré par J. DeCoux), protège une grande quantité de ressources génétiques qui pourraient s'avérer cruciale pour l'agriculture, les biotechnologies et la santé dans le futur proche et lointain.
L'actuelle station de recherche, accueille des classes et achète des biens et services auprès des communautés voisines de Magdalena Alta et Chontal, en offrant quelques emplois de guides, cuisiniers, etc. Les prix d'accueil de visiteurs et scientifiques équatoriens sont plus bas que les tarifs proposés au tourisme vert et aux scientifiques étrangers.
le début des années 2010, le centre de Los Cedros œuvre à un plan de cogestion avec les communautés locales et le ministère de l'Environnement, plan qui a été freiné par des intérêts miniers agressifs. « Quatre des huit membres élus de l'organisation de cogestion sont des employés récents de la société concessionnaire Cornerstone ce qui les met en conflit d'intérêts. Il leur a été demandé de démissionner ».
La forêt si elle est durablement gérée génèrent pour les populations autochtones des ressources naturelles renouvelables et des revenus durables et soutenables, ce qui n'est pas le cas des revenus miniers qui ne profiteront que momentanément et peu à la population.
Selon l'écologue évolutionniste Bitty A. Roy et ses collègues en 2018 : si l'activité minière devait se développer au détriment des aires protégées, « les bénéfices nationaux à court terme de l'exploitation minière ne compenseront pas les pertes permanentes de biodiversité, les services écosystémiques à long terme et les pertes économiques aux niveaux local et régional »,. On Constate d'ailleurs que dans d'autres zones du pays attirant les opérateurs minier,,, dans le secteur d'Intag par exemple, très déboisé et d'où, au début des années 2000, les habitants ont chassé des opérateurs miniers, les communautés locales ont commencé à reboiser pour retrouver les services écosystémiques fournis par la forêt (pour la protection des sols notamment).

### Vidéographie
- Documentaire complet de 30 minutes, de David Nicastro sur la faune/flore, l'intérêt écologique et le menaces pesant sur Los Cedros, mis à jour en juin 2020, par le Rainforest Action Group (en)
- Los Cedros (es) (2020, images Murray Cooper, commentaire : Alfredo Salazar B & John Seed)
- Visite de botanistes suédois dans la réserve de Los Cedros (2010, visite durant laquelle beaucoup de nouvelles orchidées ont été découvertes, dont Dracula morleyi) Vidéo : Morley Read ;  Stockholm Botanical Gardens. You tube
- Nebelwald in Ecuador - Los Cedros, Ein Backpackerparadies par XIPIfilms, mis en ligne le 26 nov. 2016
- Conservación y investigación en Los Cedros, Ecuador , vidéo présentant quelques-uns des projets de conservation et de recherche biologique menés dans la région par un groupe d'étudiants de l'Université d'Oxford Brookes.
- El Bosque protector “Los Cedros” sin minería , 26 juin 2019]